# Unterseeboot 658
L'Unterseeboot 658 ou U-658 est un sous-marin allemand (U-Boot) de type VIIC utilisé par la Kriegsmarine pendant la Seconde Guerre mondiale.
Le sous-marin fut commandé le 9 octobre 1939 à Hambourg (Howaldtswerke Hamburg AG), sa quille fut posée le 15 novembre 1940, il fut lancé le 11 septembre 1941 et mis en service le 5 novembre 1941, sous le commandement du Kapitänleutnant Hans Senkel.
Il fut coulé en octobre 1942 dans l'Atlantique Nord par l'aviation canadienne.

## Conception
Unterseeboot type VII, l'U-658 avait un déplacement de 769 tonnes en surface et 871 tonnes en plongée. Il avait une longueur totale de 67,10 m, un maître-bau de 6,20 m, une hauteur de 9,60 m et un tirant d'eau de 4,74 m. Le sous-marin était propulsé par deux hélices de 1,23 m, deux moteurs diesel Germaniawerft M6V 40/46 de 6 cylindres en ligne de 1400 cv à 470 tr/min, produisant un total de 2 060 à 2 350 kW en surface et de deux moteurs électriques Siemens-Schuckert GU 343/38-8 de 375 cv à 295 tr/min, produisant un total 550 kW, en plongée. Le sous-marin avait une vitesse en surface de 17,7 nœuds (32,8 km/h) et une vitesse de 7,6 nœuds (14,1 km/h) en plongée. Immergé, il avait un rayon d'action de 80 milles marins (150 km) à 4 nœuds (7,4 km/h; 4,6 milles par heure) et pouvait atteindre une profondeur de 230 m. En surface son rayon d'action était de 8 500 milles nautiques (soit 15 700 km) à 10 nœuds (19 km/h). 
L'U-658 était équipé de cinq tubes lance-torpilles de 53,3 cm (quatre montés à l'avant et un à l'arrière) qui contenait quatorze torpilles. Il était équipé d'un canon de 8,8 cm SK C/35 (220 coups) et d'un canon antiaérien de 20 mm Flak. Il pouvait transporter 26 mines TMA ou 39 mines TMB. Son équipage comprenait 4 officiers et 40 à 56 sous-mariniers.

## Historique
Il reçut sa formation de base au sein de la 8. Unterseebootsflottille jusqu'au 31 juillet 1942 puis intégra sa formation de combat dans la 6. Unterseebootsflottille.
L'U-658 quitta Kiel le 7 juillet 1942 pour sa première patrouille de guerre dans les Caraïbes. Il opéra dans l'Atlantique et alla jusqu'au sud de Cuba.
Le 13 août 1942 à 5 h 7, l'U-658 rencontra son premier succès. Il coula un navire néerlandais de deux torpilles à environ 15 miles au sud-ouest de Maisí, dans le Passage du Vent. Le navire coula en 5 minutes, emportant 5 des 28 membres d'équipage. Le navire appartenait au convoi WAT-13, parti de Key West le 9 août et arriva à Trinité le 19 août. Ce sera la seule perte du convoi.
Quatre jours plus tard, l'U-658 rencontra le convoi PG-6, et le TAW 13, qui appareillait de Trinité (Antilles) le 12 août, suivi du PG 6 parti de Cristóbal, Colón (Panama) le lendemain. Ce dernier fut repéré au sud de Cuba le 17 août 1942 et attaqué par l'U-658. Il fusionne le même soir avec le TAW 13 au large de Guantanamo. Le convoi joint fut attaqué le lendemain par l'U-553 qui coula trois navires en deux attaques. Les survivants du PG atteignirent Guantanamo le même jour, tandis que le TAW 13 arriva à Key West le 23 août. Le 17 août vers 6 heures du matin, l'U-658 coula un navire marchand britannique, un cargo algérien et endommagea un autre britannique. Ce fut les seules pertes du convoi PG-6.
Le sous-marin fit route vers Saint-Nazaire et y arriva le 12 septembre 1942, après 68 jours en mer. 
Sa deuxième patrouille commença le 6 octobre au départ de Saint-Nazaire. Il opéra cette fois-ci dans l'Atlantique Nord. 
L'U-658 fut coulé le 30 octobre 1942 dans l'Atlantique Nord à l'est de Terre-Neuve, à la position 50° 32′ N, 46° 32′ O, par des charges de profondeur lancées d'un bombardier Hudson canadien du No. 145 Squadron RCAF (en).
Les 48 membres d'équipage décédèrent dans cette attaque.

## Affectations
- 8. Unterseebootsflottille du 5 novembre 1941 au 31 juillet 1942 (Période de formation).
- 6. Unterseebootsflottille du 1er août 1942 au 30 octobre 1942 (Unité combattante).

## Commandement
- Kapitänleutnant Hans Senkel du 5 novembre 1941 au 30 octobre 1942.

## Patrouilles
|       | Commandant         | Départ         | Départ      | Arrivée           | Arrivée     | Jours    | Succès   |
| ----- | ------------------ | -------------- | ----------- | ----------------- | ----------- | -------- | -------- |
| 1     | Kptlt. Hans Senkel | 7 juillet 1942 | Kiel        | 12 septembre 1942 | St. Nazaire | 68 jours | 18 612   |
| 2     | Kptlt. Hans Senkel | 6 octobre 1942 | St. Nazaire | 30 octobre 1942   | Coulé       | 25 jours |          |
| Total | Total              | Total          | Total       | Total             | Total       | 93 jours | 18 612 t |

Notes : Kptlt. = Kapitänleutnant

### OpérationsWolfpack
L'U-658 opéra avec les Wolfpacks (meute de loups) durant sa carrière opérationnelle.
- Panther (13-20 octobre 1942)
- Veilchen (20-30 octobre 1942)

## Navires coulés
L'U-658 coula 3 navires marchands totalisant 12 146 tonneaux et endommagea 1 navire marchand de 6 466 tonneaux au cours des 2 patrouilles (93 jours en mer) qu'il effectua.
| Date         | Nom           | Nationalité | Tonnage | Convoi | Fait      | Localisation         |
| ------------ | ------------- | ----------- | ------- | ------ | --------- | -------------------- |
| 13 août 1942 | Medea         | Pays-Bas    | 1 311   | WAT-13 | Coulé     | 19° 54′ N, 74° 16′ O |
| 17 août 1942 | Fort la Reine | Royaume-Uni | 7 133   | PG-6   | Coulé     | 18° 30′ N, 75° 20′ O |
| 17 août 1942 | Laguna        | Royaume-Uni | 6 466   | PG-6   | Endommagé | 18° 45′ N, 75° 04′ O |
| 17 août 1942 | Samir         | Égypte      | 3 702   | PG-6   | Coulé     | 18° 45′ N, 75° 04′ O |